# Ursula Bobrowski
Ursula Bobrowski, verheiratete Zippel, dann Gesang, später Krumhaar (* 29. September 1920 in Tilsit; † 8. Juli 2001 in Berlin) war eine deutsche Schrift- und Fotografikerin.

## Leben
Ursula Hanna Agnes Bobrowski entstammte einer sehr christlichen, nationalkonservativen Familie. Ihr Vater war Eisenbahnbeamter. Ihr Bruder war der Schriftsteller Johannes Bobrowski. Nach Kindheit in Tilsit, Rastenburg und Königsberg zog die Familie 1938 nach Berlin, wo Ursula ein Fotografie-Studium an der Meisterschule für Graphik und Buchgewerbe aufnahm. Der Professor für Gebrauchsgrafik Otto Arpke nahm sie in seine Grafik-Meisterklasse auf, obwohl sie Fotografie-Studentin war.
Trotz ihrer christlichen Überzeugung schloss sich Ursula Bobrowski 1939 einer kommunistischen Widerstandsgruppe in Berlin an, für die sie bis zum Abschluss ihres Studiums im Herbst 1941 Flugblätter druckte und in Berlin verteilte. Nach ihrem Studienabschluss 1941 heiratete sie überstürzt den Pfarrer Heinrich Zippel, mit dem sie nach Kuckerneese, später nach Nattkischken, Kr. Tilsit-Ragnit zog. Grund für die Heirat war, dass die Absolventinnen ihres Studienganges in Norwegen für die NS-Propaganda eingesetzt werden sollten. Dem konnte Ursula Bobrowski durch ihre Heirat entgehen.
In Nattkischken kamen ihr Sohn Christian Zippel (* 1942) und ihre Tochter Jori Zippel (* 1944) zur Welt.
Nach der Flucht aus Ostpreußen und einem halbjährigen Aufenthalt in Auerbach/Vogtland zog die Familie 1945 nach Spora, wo Ursula Bobrowski den CDU-Kreisverband Zeitz mitbegründete. 1948 ging die Familie nach Krölpa, wo Heinrich Zippel eine Pfarrstelle übernahm. 1956 wurde die Ehe geschieden. Unmittelbar danach trat Ursula Bobrowski eine Stelle als Schrift- und Fotografikerin beim Evangelischen Jungmännerwerk Sachsen-Anhalt in Magdeburg an, die sie bis 1980 innehatte.
Sie heiratete 1957 den Kraftfahrzeugingenieur Kurt Gesang, zu dem sie mit ihren Kindern nach Gotha zog. Nach Kurt Gesangs Tod 1969 heiratete sie 1971 den Arzt   Friedrich Krumhaar in Gotha. Nach dessen Tod 1981 zog sie 1985 mit ihrem letzten Lebensgefährten Paul Friedrich nach Berlin-Heinersdorf.

## Werk
Zentrales Thema der Arbeiten Ursula Bobrowskis war der Sinn des Christseins im atheistisch-kommunistischen Staat.
Ursula Bobrowskis grafisches Werk umfasst mehr als 3.000 Schrift- und Fotografiken, die Eingang in die evangelische Jugend- und Gemeindearbeit der DDR gefunden haben. Es handelt sich zumeist um grafische Blätter, die abfotografiert wurden und in Lichtbildpredigten oder Lichtbildserien für den evangelischen Christenlehre-Unterricht Verwendung fanden. Herausgeber der Lichtbildserien war das evangelische Jungmännerwerk Sachsen-Anhalt.